# Paracilicaea hamata
Paracilicaea hamata is een pissebed uit de familie Sphaeromatidae. De wetenschappelijke naam van de soort is voor het eerst geldig gepubliceerd in 1908 door John Gilbert Baker.